# Sarocladium oryzae
Sarocladium oryzae är en svampart som först beskrevs av Sawada, och fick sitt nu gällande namn av W. Gams & D. Hawksw. 1976. Sarocladium oryzae ingår i släktet Sarocladium, ordningen köttkärnsvampar, klassen Sordariomycetes, divisionen sporsäcksvampar och riket svampar.   Inga underarter finns listade i Catalogue of Life.